# Ľuba Vlasáková
Ľuba Vlasáková (* 21. února 1933) byla slovenská a československá politička Komunistické strany Slovenska, poslankyně Slovenské národní rady a Sněmovny národů Federálního shromáždění na počátku normalizace.

## Biografie
Po provedení federalizace Československa usedla v lednu 1969 do Sněmovny národů Federálního shromáždění. Do federálního parlamentu ji nominovala Slovenská národní rada, kde rovněž zasedala. Ve federálním parlamentu setrvala do května 1970, kdy rezignovala na svůj post.